# Bertel Lauring
Bertel Lauring (født 11. januar 1928 på Frederiksberg, død 28. januar 2000) var en dansk skuespiller og søn af skuespillerparret Gunnar Lauring og Henny Krause.
Han debuterede på Dansk Skolescene i 1946.
Efter at have været elev på Odense Teater og herefter fået mulighed for at spille småroller på flere københavnske scener, kom han i 1952 ind på Det kongelige Teaters elevskole.
Han optrådte de følgende år for det meste på hovedstads-teatrene, men opholdt sig også i en årrække på Aarhus Teater.
Bertel Lauring fik flere roller i radio og tv og nåede at indspille en række film.
Han er begravet på Bispebjerg Kirkegård.

## Filmografi
Blandt de film han medvirkede i kan nævnes:
| År   | Titel                                 | Rolle             | Noter |
| ---- | ------------------------------------- | ----------------- | ----- |
| 1947 | My name is Petersen                   |                   |       |
| 1953 | Adam og Eva                           |                   |       |
| 1957 | Natlogi betalt                        |                   |       |
| 1960 | Sømand i knibe                        |                   |       |
| 1960 | Det skete på Møllegården              |                   |       |
| 1960 | Tro, håb og trolddom                  |                   |       |
| 1961 | Soldaterkammerater på efterårsmanøvre |                   |       |
| 1962 | Der brænder en ild                    |                   |       |
| 1962 | Lykkens musikanter                    |                   |       |
| 1964 | Premiere i helvede                    |                   |       |
| 1965 | Jensen længe leve!                    |                   |       |
| 1965 | En ven i bolignøden                   |                   |       |
| 1965 | Passer passer piger                   |                   |       |
| 1966 | Gys og gæve tanter                    |                   |       |
| 1966 | Krybskytterne på Næsbygaard           |                   |       |
| 1967 | Brødrene på Uglegården                |                   |       |
| 1968 | Jeg - en kvinde 2                     |                   |       |
| 1968 | Min søsters børn vælter byen          |                   |       |
| 1969 | Ta' lidt solskin                      |                   |       |
| 1969 | Der kom en soldat                     |                   |       |
| 1971 | Hosekræmmeren                         |                   |       |
| 1972 | Olsen-bandens store kup               | 2. tjener         |       |
| 1974 | Mafiaen, det er osse mig!             |                   |       |
| 1975 | Olsen-banden på sporet                | lastvognschauffør |       |
| 1975 | Familien Gyldenkål                    | Adolph            |       |
| 1976 | Familien Gyldenkål sprænger banken    | Adolph            |       |
| 1977 | Familien Gyldenkål vinder valget      | Adolph            |       |
| 1977 | Skytten                               |                   |       |
| 1978 | Olsen-banden går i krig               | taxachauffør      |       |
| 1978 | Firmaskovturen                        |                   |       |
| 1981 | Olsen-banden over alle bjerge         | ølmand            |       |